# Gueneràlske (Crimea)
|  | Per a altres significats, vegeu «Gueneràlskoie». |

Gueneràlske (en ucraïnès: Генеральське) és un poble de la República Autònoma de Crimea, a Ucraïna, que el 2014 tenia 312 habitants. Pertany al districte rural d'Aluixta.